# Cordillera Real
Cordillera Real är en bergskedja i Bolivia, på gränsen till Peru. Den ligger i den centrala delen av landet, 300 km nordväst om huvudstaden Sucre.
Trakten runt Cordillera Real består i huvudsak av gräsmarker. Runt Cordillera Real är det glesbefolkat, med 8 invånare per kvadratkilometer.